# 中國洪門民治黨

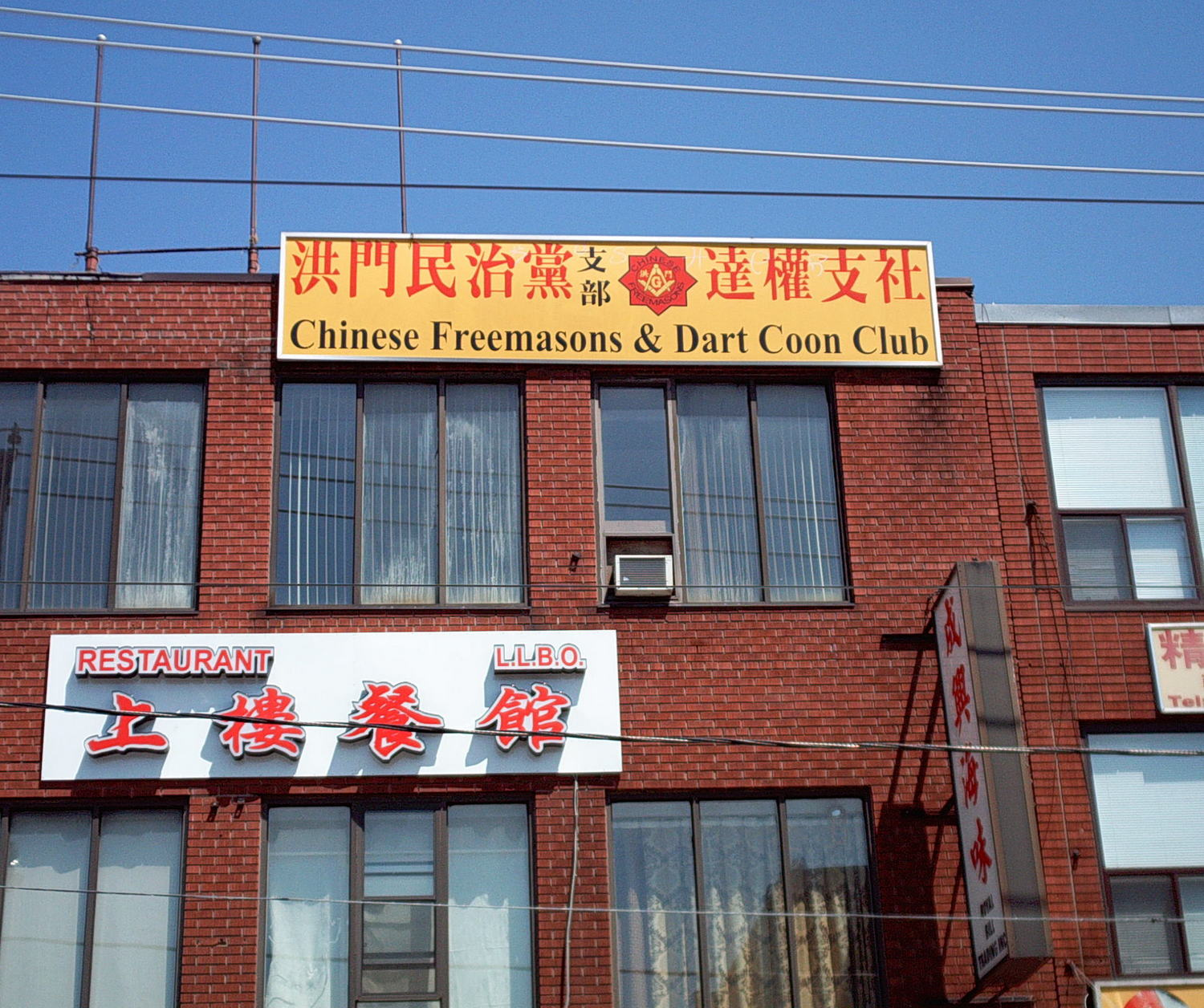
洪門民治黨多倫多支部

中國洪門民治黨，简称民治黨，由洪門組織致公堂改組而成。1946年7月，在中國上海召開的五洲洪門懇親大會決議，以致公堂為基礎成立中國洪門民治黨，正式成立日期定為9月1日，司徒美堂、趙昱為正副主席，中央黨部設於上海華山路860號的五祖祠。民治黨現主要分佈於海外，如美洲、澳洲，其中尤以美洲為眾，支部遍佈美洲九個國家：美國、加拿大、墨西哥、巴西、祕魯、巴拿馬、瓜地馬拉、牙買加、古巴。